# 天城 (係留練習船)
天城（あまぎ）は、1909年から1916年まで使用された鳥羽商船学校の係留練習船である。
1909年、元大日本帝国海軍軍艦「天城」を校内実習用のため、堅神校地の沖（現練習船「鳥羽丸」係留地付近）に固定係留した。当直には航海科3年生を毎夜半数交代で宿泊、「鳥羽商船学校の軍艦寄宿舎」とよばれ、他の商船学校生徒から羨望された。
1916年、老朽化が甚だしくなり、新練習船「あまき」の建造を受注していた藤之郷江崎造船所に売却、のち曳航され解体された。